# FC Tirol Innsbruck
FC Tirol Innsbruck var en østrigsk fodboldklub fra den tyrolske hovedstad Innsbruck, som eksisterede fra 1993 og indtil sin konkurs i 2002. Her blev Bundesliga klubben FC Wacker Innsbruck udskilt som en separat forening.